# Barrio Federación
Federación es uno de los sectores en los que se divide la ciudad de Cabimas en el estado Zulia (Venezuela), pertenece a la parroquia Germán Ríos Linares.

## Ubicación
Federación se encuentra entre los sectores los Laureles al oeste (Av 44),  Federación II al sur (carretera H), al este y al norte se encuentra Ciudad Sucre.

## Zona residencial
Federación es un grupo de casas y haciendas dispersas al este de Los Laureles en la carretera H, en cuanto a área es uno de los sectores más grandes de Cabimas, abarcando desde la Av 44 hasta la 54 al norte de la H, sin embargo no está muy poblado y sus límites son imprecisos, desde que nuevos sectores se fundan dentro de Federación.

## Vialidad y transporte
En el 2007 la carretera H fue ampliada a 4 canales con nuevo asfaltado y alumbrado, y se construyó el distribuidor San Benito (inaugurado en enero de 2008), convirtiéndose en una salida alternativa de Cabimas.
La línea H y cabillas circula por el sector pasando por los laureles hasta llegar al centro.

## Sitios de referencia
- Hotel el Flamenco. Carretera H con Av 44.
- Hotel Neveri. Carretera H con Av 51.
- Iglesia Casa ELOHIM. Carretera H con Av 44